# Dittmer (Adelsgeschlecht)

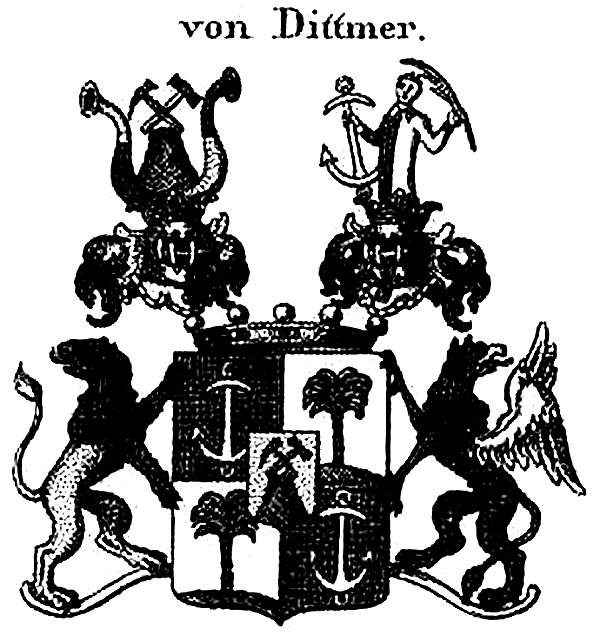
Freiherrliches Wappen

Dittmer bzw. Thon von Dittmer/Thon-Dittmer und Mantey von Dittmer/Mantey-Dittmer ist der Name eines deutschen Adelsgeschlechts.

## Geschichte

Martin Joseph Bauer: Familienbild der Freiherr von Mantey-Dittmerschen Kinder aus zweiter Ehe (um 1809)

Der aus Pommern stammende erfolgreiche Regensburger Kaufmann und Bankier Georg Friedrich von Dittmer (1727–1811), der es durch den Handel mit Salz, Wein und österreichischen Bergwerkserzeugnisse zu großem Reichtum gebracht hatte, wurde mit Diplom vom 17. Februar 1781 mit dem Titel Edler von in den Reichs- und erbländisch österreichischen Adelsstand erhoben. Von seinen 10 Kindern wurden nur zwei Söhne und zwei Töchter erwachsen und auch die beiden Söhne starben unverheiratet im Jahr 1795. Zugleich mit seinem Vetter dem Regensburger Bankier Friedrich Mantey, der auch aus Pommern stammte und nach Heirat der Dittmer-Tochter Elisabeth auch sein Schwiegersohn wurde, wurde Georg Friedrich von Dittmer am 14. März 1789 in den Reichsritterstand erhoben mit der Maßgabe, dass Mantey zukünftig ebenfalls den Namen Edler von Dittmer tragen sollte.
Am 25. November 1800 erhob Kaiser Franz II. Georg Friedrich von Dittmer und seine – nach der zwischenzeitlichen Verheiratung der zweiten Tochter – zwei Schwiegersöhne und deren Nachkommen in den Reichsfreiherrenstand mit dem Titel Reichsfreiherr von Dittmer. Die beiden Schwiegersöhne Friedrich Mantey und Carl Christian Thon begründeten die beiden Linien des Geschlechts: Mantey von Dittmer bzw. von Mantey-Dittmer und Thon von Dittmer bzw. von Thon-Dittmer.

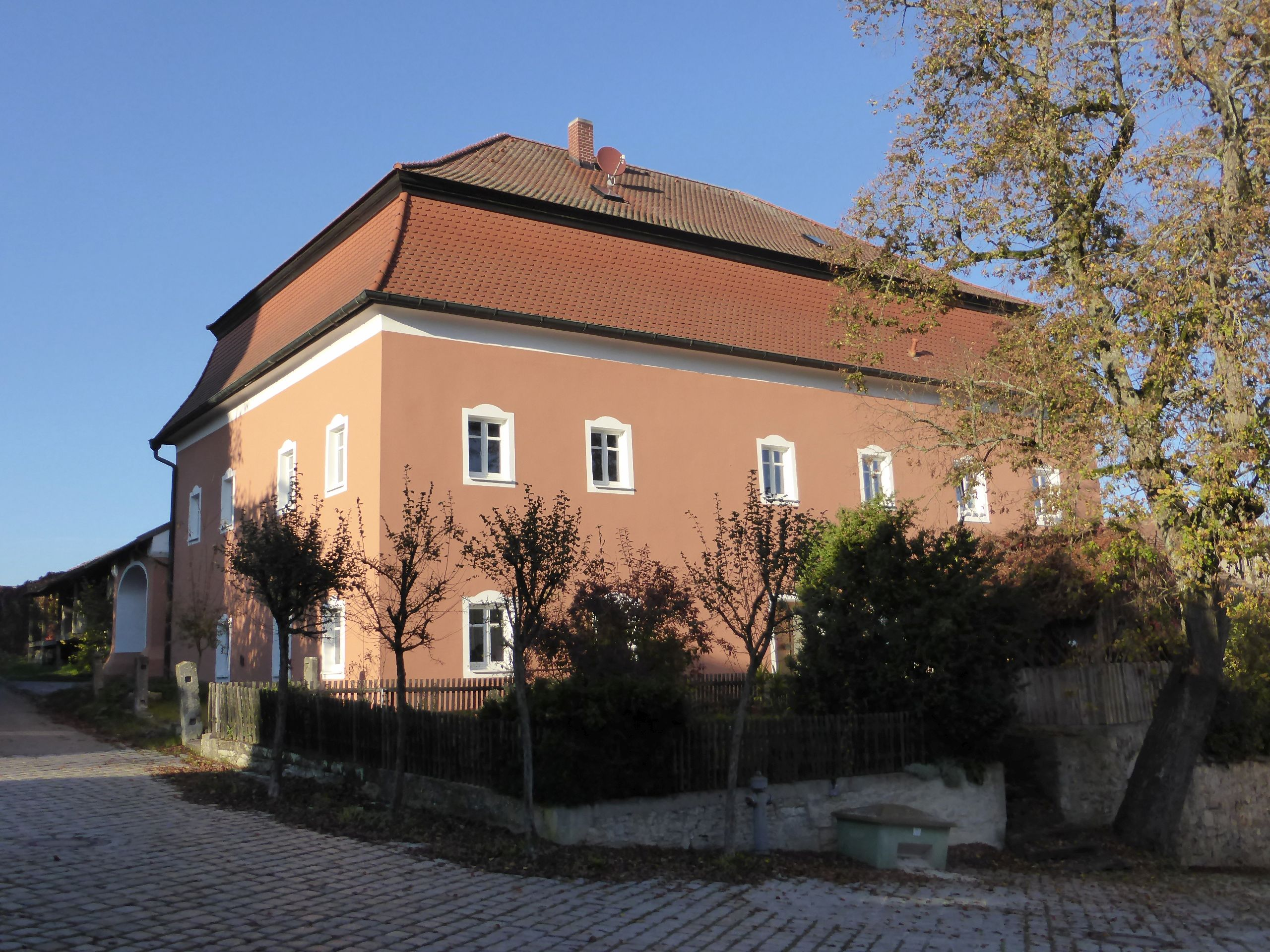
Schloss Pettendorf

### Besitzungen
- Etterzhausen
- Pettendorf

## Wappen
Das freiherrliche Wappen ist quadriert mit einem goldenen Mittelschild, auf dem auf einem grünen Hügel ein eiserner Spitz- und ein eiserner Setzhammer kreuzweise übereinander liegen. Im ersten und vierten schwarzen Felde ein silberner Anker, im zweiten und dritten silbernen auf grünem Hügel ein gleichfalls grüner Palmbaum. Freiherrnkrone und zwei gekrönte Helme: auf dem ersten zwischen zwei von Gold und Schwarz übereck geteilten Büffelhörnern der grüne Hügel des Mittelschildes; auf dem zweiten wächst mit entblösstem Haupt bis an die Knie ein Jüngling hervor, dessen Rock von Schwarz und Silber gespalten ist mit Aufschlag und Kragen von gewechselten Tinkturen, und der rechts einen silbernen Anker zur Erde, links einen grünen Palmzweig empor hält. Die Helmdecken sind rechts schwarz und golden, links schwarz und silbern. Als Schildhalter dienen rechts ein auswärtsehender Löwe, oben schwarz, unten golden; links ein schwarzer Greif mit goldenem Schnabel und silbernen Flügeln, ebenfalls auswärtssehend.

## Namensträger

### Dittmer

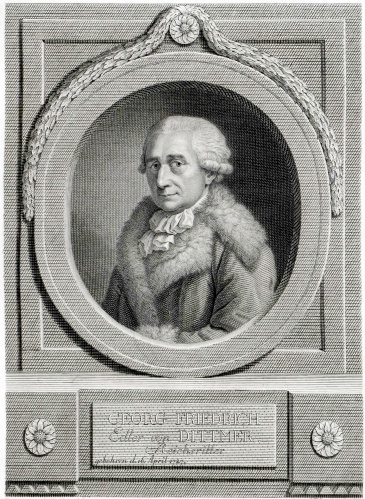
Georg Friedrich von Dittmer

- Georg Friedrich von Dittmer (1727–1811), Kaufmann und Bankier

### Thon-Dittmer
- Gottlieb von Thon-Dittmer (1802–1853), bayerischer Politiker, Minister, 1836 bis 1848 Bürgermeister von Regensburg

### Mantey-Dittmer
- Georg Friedrich Mantey von Dittmer, Komponist und Hofkapellmeister
- Carl Friedrich von Mantey-Dittmer (1806–1877), bayerischer Generalmajor